# Lacanobia dimmocki
Lacanobia dimmocki là một loài bướm đêm trong họ Noctuidae.